# Chapelle de l'Assomption de Sainte-Marie-d'Alvey
L'église de Sainte-Marie-d'Alvey, dite également chapelle de l'Assomption, est l'église paroissiale de la commune de Sainte-Marie-d'Alvey dans le département de la Savoie.

## Histoire
L'église a été construite de 1866 à 1868 à l'emplacement d'une ancienne église.
L'église a été endommagée par un incendie le 19 juin 1881, les deux autels ont été construits en 1884 et la toiture refaite en 1893.

## Description
L'église est situé sur un petit promontoire dominant avec une large vue sur le village de Rochefort.

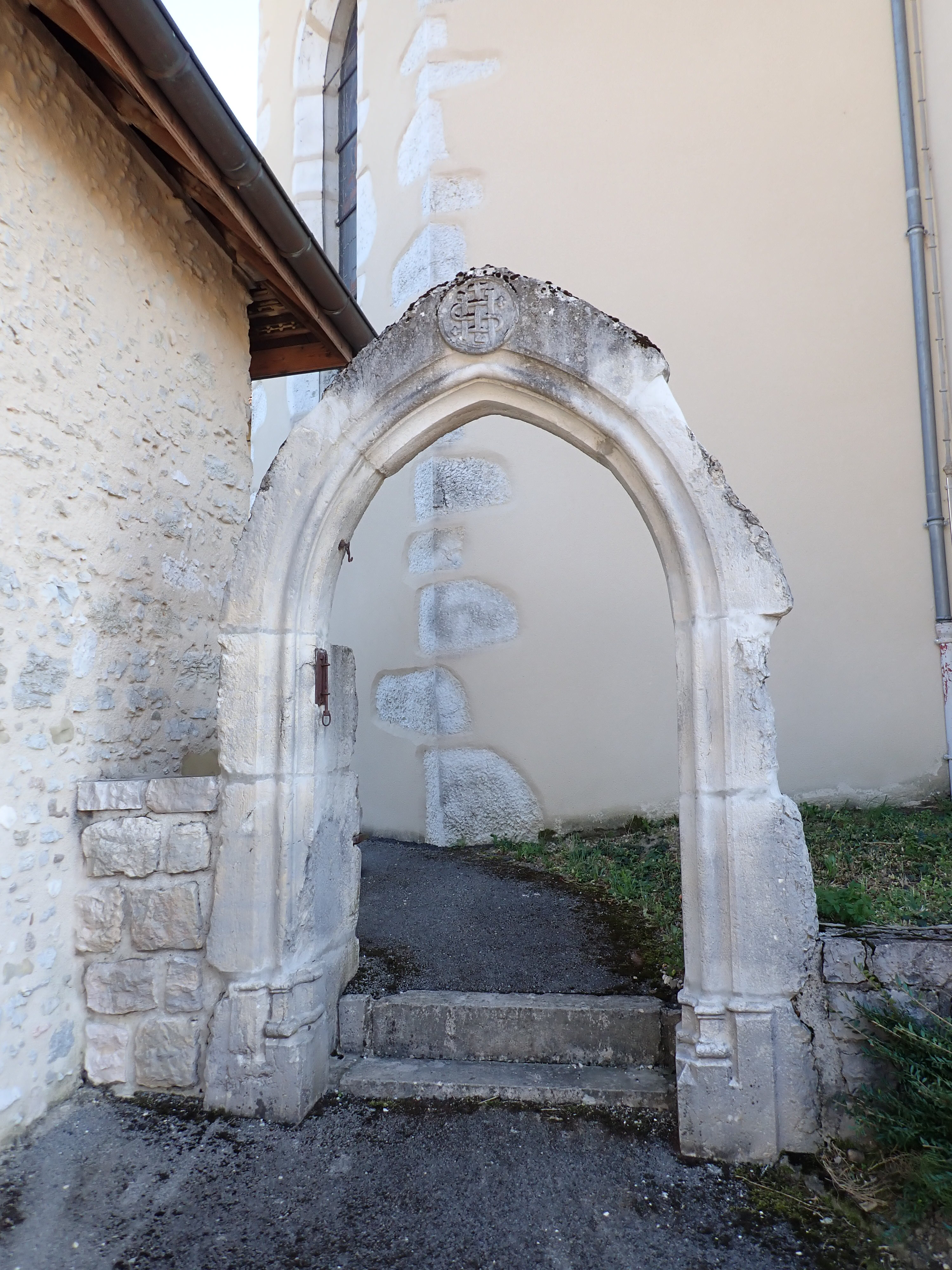
Portail de l'ancienne église.
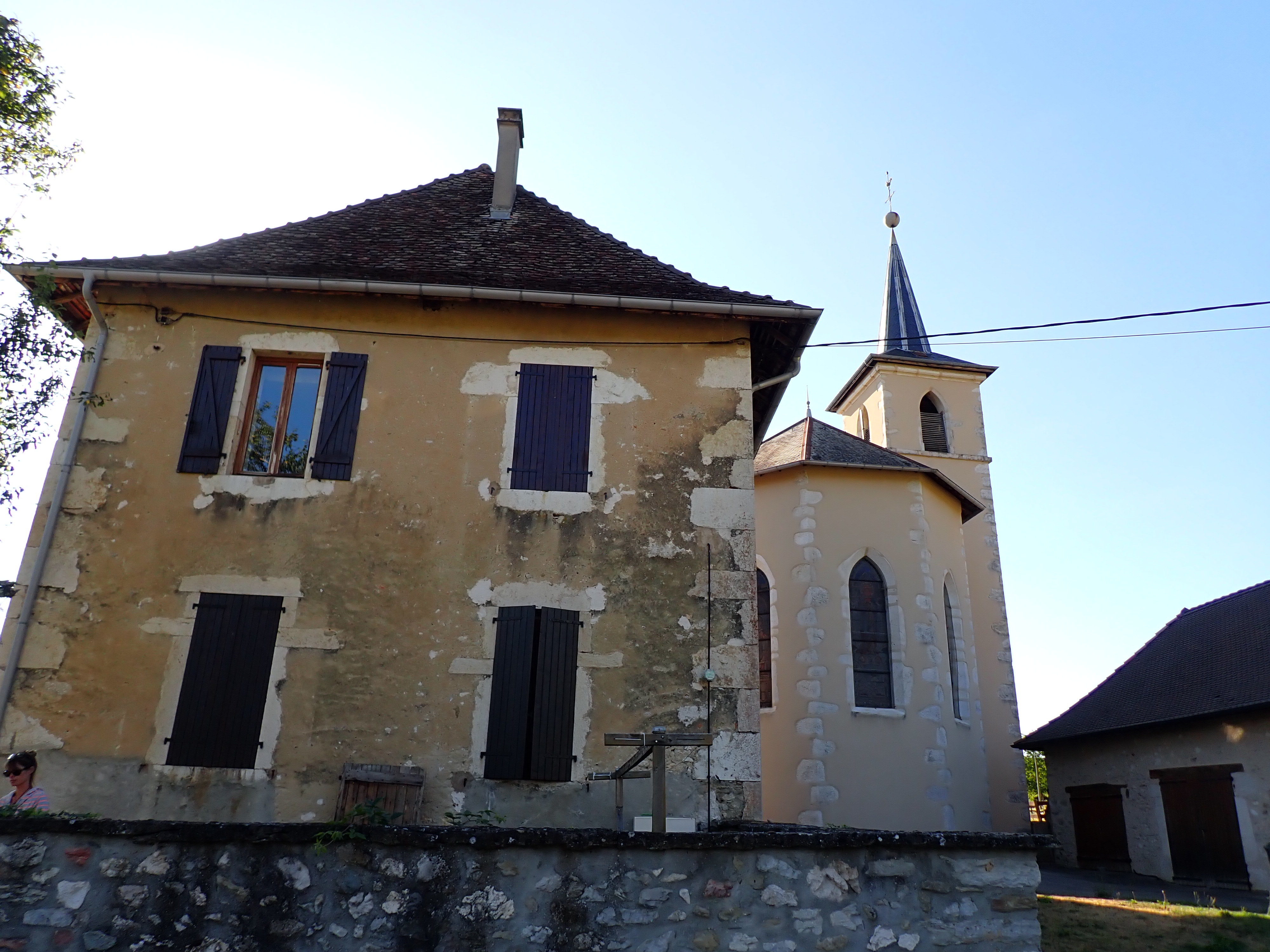
Presbytère
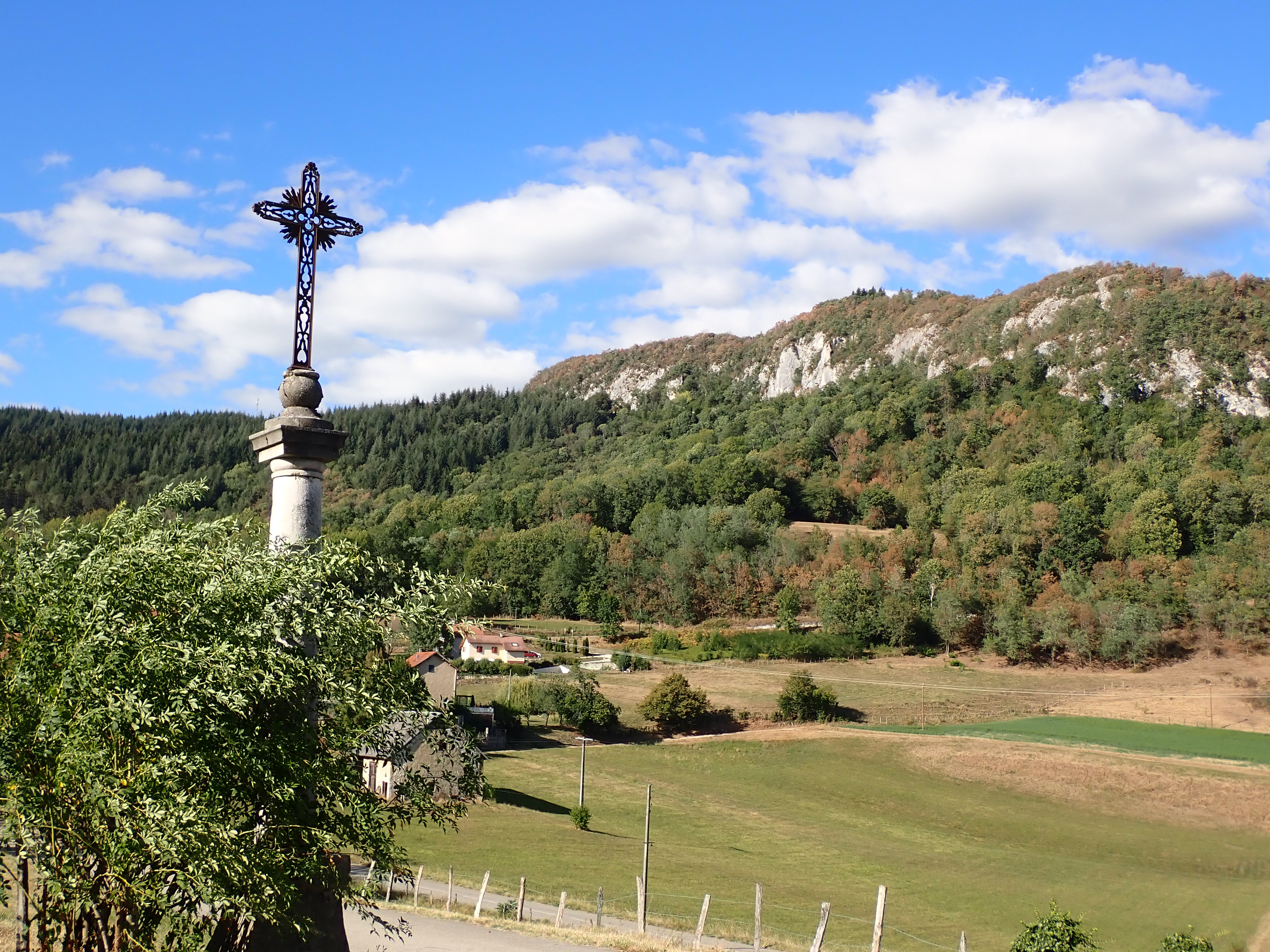
Croix sur le côté de l'église